# Arie Hersche
Arie Hersche (Gouda, 30 maart 1938 – Wormer, 29 juni 2024) was een Nederlands voetballer die uitkwam voor ONA, KFC, FC Zaanstreek en AZ '67.

## Loopbaan

### Beginjaren
Hersche groeide op in de wijk Korte Akkeren in Gouda. Hij ging voetballen bij ONA en debuteerde als zeventienjarige op 11 april 1955 in het eerste elftal. Hij was een aanvaller die meestal als linksbuiten speelde. Twee weken na zijn debuut scoorde hij zijn eerste doelpunt door als jongste speler een strafschop te benutten uit tegen Vriendenschaar (0-3). ONA kwam uit in de Tweede klasse en behaalde op 15 mei het kampioenschap. Door de 6-0 zege op Wassenaar, met een treffer van Hersche, promoveerde de club naar het betaald voetbal.

### ONA
ONA kende op 11 september 1955 een daverende binnenkomer als nieuwe profclub. Voor eigen publiek werd Blauw-Wit in de Eerste klasse B met 6-1 geklopt. Hersche scoorde de 3-0.
ONA kon de veelbelovende start geen vervolg geven. De club speelde zes jaar een vrij anonieme rol in het profvoetbal. Hersche verhuisde van de voorhoede naar de defensie waar hij als linksachter ging spelen. In het seizoen 1959/60 moest ONA een lange nacompetitie spelen van veertien duels om zich in de Tweede divisie te handhaven. Dat lukte niet en de club moest terug naar de amateurs. 

### Amateurinternational
Hersche bleef na de degradatie de club trouw. ONA kwam in het seizoen 1960/61 uit in de Eerste klasse C, de hoogste amateurklasse. Hersche kreeg als ex-prof een uitnodiging voor het Nederlands amateurelftal. Naast enkele oefenduels speelde hij in 1961 drie officiële interlands. De laatste was op 19 juni 1961 toen Hersche voor de eerste keer in zijn leven in een vliegtuig stapte.
De wedstrijd tegen het nationale elftal van IJsland eindigde in een 4-3 nederlaag.

### KFC
Hij kwam via het nationale elftal in contact met Cees Molenaar die als dertiger nog als amateur voetbalde. Molenaar, met zijn broer Klaas eigenaar van het bedrijf Wastora, haalde Hersche over naar KFC te komen. Zo keerde hij na een jaar als amateur terug in het profvoetbal. Hij kreeg ook een administratieve baan bij Wastora in Zaandam.
Hersche speelde drie jaar voor KFC. In 1964 kwam er een splitsing bij de club. De proftak kreeg de naam FC Zaanstreek en KFC ging verder bij de amateurs. Twee jaar later promoveerde FC Zaanstreek naar de Eerste divisie.  

### AZ '67
In 1967 kwam de fusie tot stand tussen Alkmaar '54 en FC Zaanstreek. Hersche verhuisde mee naar het nieuwe AZ '67 dat in de Eerste divisie begon. Hij was een van de zeven Zaanstreek-spelers die op 13 augustus 1967 aan de aftrap stonden van het eerste competitieduel. De thuiswedstrijd tegen Willem II eindigde onbeslist in 2-2. Hersche speelde dat seizoen alle 36 competitiewedstrijden. AZ '67 eindigde op de twee plaats en promoveerde rechtstreeks naar de Eredivisie.
Op dertigjarige leeftijd maakte Hersche zijn debuut in de hoogste voetbalklasse. Dat gebeurde op 18 augustus 1968 in de met 2-0 gewonnen thuiswedstrijd tegen Holland Sport.
AZ '67 eindigde, na het spelen van degradatieduels tegen DOS en Volendam, op de vijftiende plaats en verlengde het verblijf in de Eredivisie. Voor Hersche kwam een einde aan zijn profloopbaan want hij werd door de club op de transferlijst gezet. Hij ging samen met keeper Dick Schouten naar de amateurs van KFC waarmee hij in 1970 kampioen werd in de vierde klasse.
Hij was in de jaren zeventig drie seizoenen trainer van WSV '30 uit zijn woonplaats Wormer. Zijn zoon Rob, die in de jeugd van Ajax speelde, trad 45 jaar later in de voetsporen van zijn vader als trainer van de club uit Wormer.
Arie Hersche overleed op 86-jarige leeftijd in 2024.

## Clubstatistieken
| Seizoen | Club          | Land      | Competitie                 | Competitie | Competitie | Beker | Beker | Internationaal | Internationaal | Overig | Overig | Totaal | Totaal |
| Seizoen | Club          | Land      | Competitie                 | Wed.       | Dlp.       | Wed.  | Dlp.  | Wed.           | Dlp.           | Wed.   | Dlp.   | Wed.   | Dlp    |
| ------- | ------------- | --------- | -------------------------- | ---------- | ---------- | ----- | ----- | -------------- | -------------- | ------ | ------ | ------ | ------ |
| 1954/55 | ONA           | Nederland | Tweede klasse A West II    | 6          | 2          | –     | –     | –              | –              | –      | –      | 6      | 2      |
| 1955/56 | ONA           | Nederland | Eerste klasse B            | 16         | 4          | –     | –     | –              | –              | –      | –      | 16     | 4      |
| 1956/57 | ONA           | Nederland | Tweede divisie B           | 28         | 6          | 1     | 0     | –              | –              | –      | –      | 29     | 6      |
| 1957/58 | ONA           | Nederland | Tweede divisie A           | 25         | 1          | 2     | 0     | –              | –              | –      | –      | 27     | 1      |
| 1958/59 | ONA           | Nederland | Tweede divisie A           | 23         | 0          | 2     | 0     | –              | –              | –      | –      | 25     | 0      |
| 1959/60 | ONA           | Nederland | Tweede divisie A           | 21         | 0          | –     | –     | –              | –              | 14     | 0      | 35     | 0      |
| 1960/61 | ONA           | Nederland | Eerste klasse C (amateurs) | 20         | 3          | –     | –     | –              | –              | –      | –      | 20     | 3      |
| 1961/62 | KFC           | Nederland | Eerste divisie A           | 33         | 2          | 0     | 0     | –              | –              | –      | –      | 33     | 2      |
| 1962/63 | KFC           | Nederland | Tweede divisie A           | 31         | 0          | 3     | 0     | –              | –              | –      | –      | 34     | 0      |
| 1963/64 | KFC           | Nederland | Tweede divisie A           | 12         | 1          | 1     | 0     | –              | –              | –      | –      | 13     | 1      |
| 1964/65 | FC Zaanstreek | Nederland | Tweede divisie A           | 15         | 0          | 0     | 0     | –              | –              | –      | –      | 15     | 0      |
| 1965/66 | FC Zaanstreek | Nederland | Tweede divisie A           | 27         | 0          | 1     | 0     | –              | –              | –      | –      | 28     | 0      |
| 1966/67 | FC Zaanstreek | Nederland | Eerste divisie             | 38         | 0          | 0     | 0     | –              | –              | –      | –      | 38     | 0      |
| 1967/68 | AZ '67        | Nederland | Eerste divisie             | 36         | 0          | 3     | 0     | –              | –              | –      | –      | 39     | 0      |
| 1968/69 | AZ '67        | Nederland | Eredivisie                 | 31         | 0          | 2     | 0     | –              | –              | 2      | 0      | 35     | 0      |
| Totaal  | Totaal        | Totaal    | Totaal                     | 362        | 19         | 15    | 0     | 0              | 0              | 16     | 0      | 393    | 19     |